# La Dernière Frontière (film, 1926)
Pour les articles homonymes, voir The Last Frontier et La Dernière Frontière.

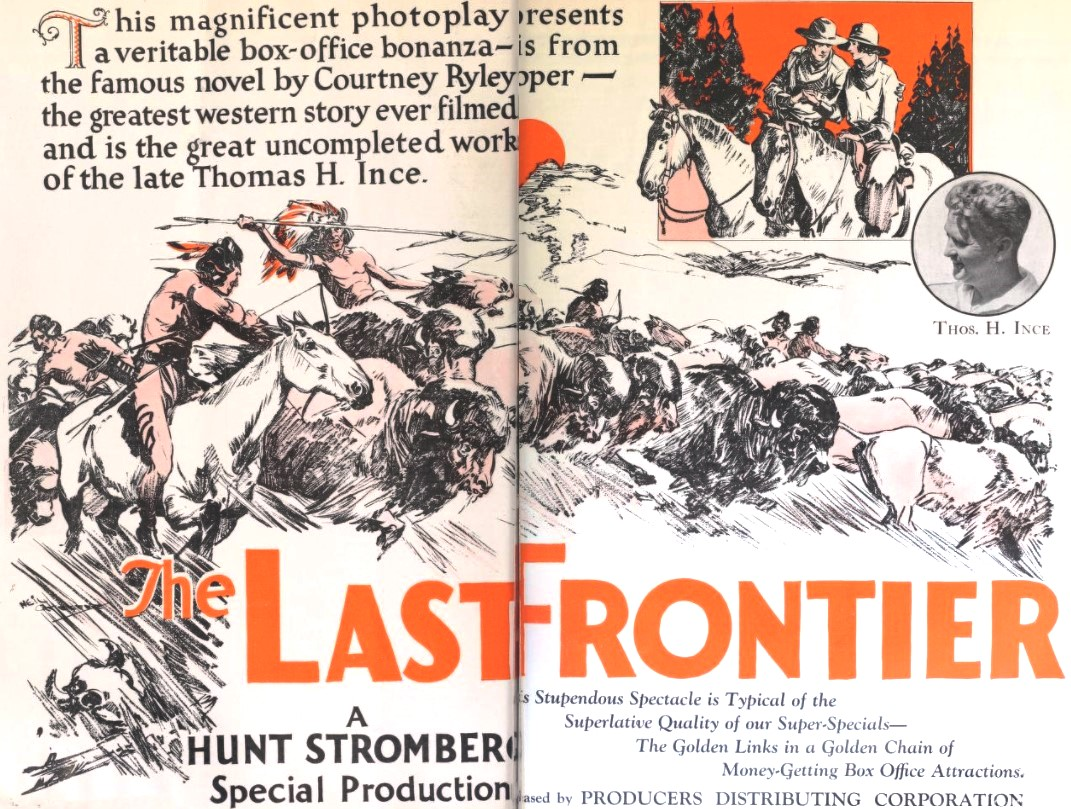
Annonce pour le film dans le magazine Film Daily.

La Dernière Frontière (The Last Frontier) est un film américain réalisé par George B. Seitz et sorti en 1926.
Après le succès du film La Caravane vers l'Ouest (The Covered Wagon), le réalisateur Thomas H. Ince a commencé à tourner un film sur le thème de la conquête de l'Ouest, mais meurt en 1924 avant d'avoir pu l'achever. George B. Seitz réalise alors le film à sa place.

## Fiche technique
- Titre original : The Last Frontier
- Réalisation : George B. Seitz

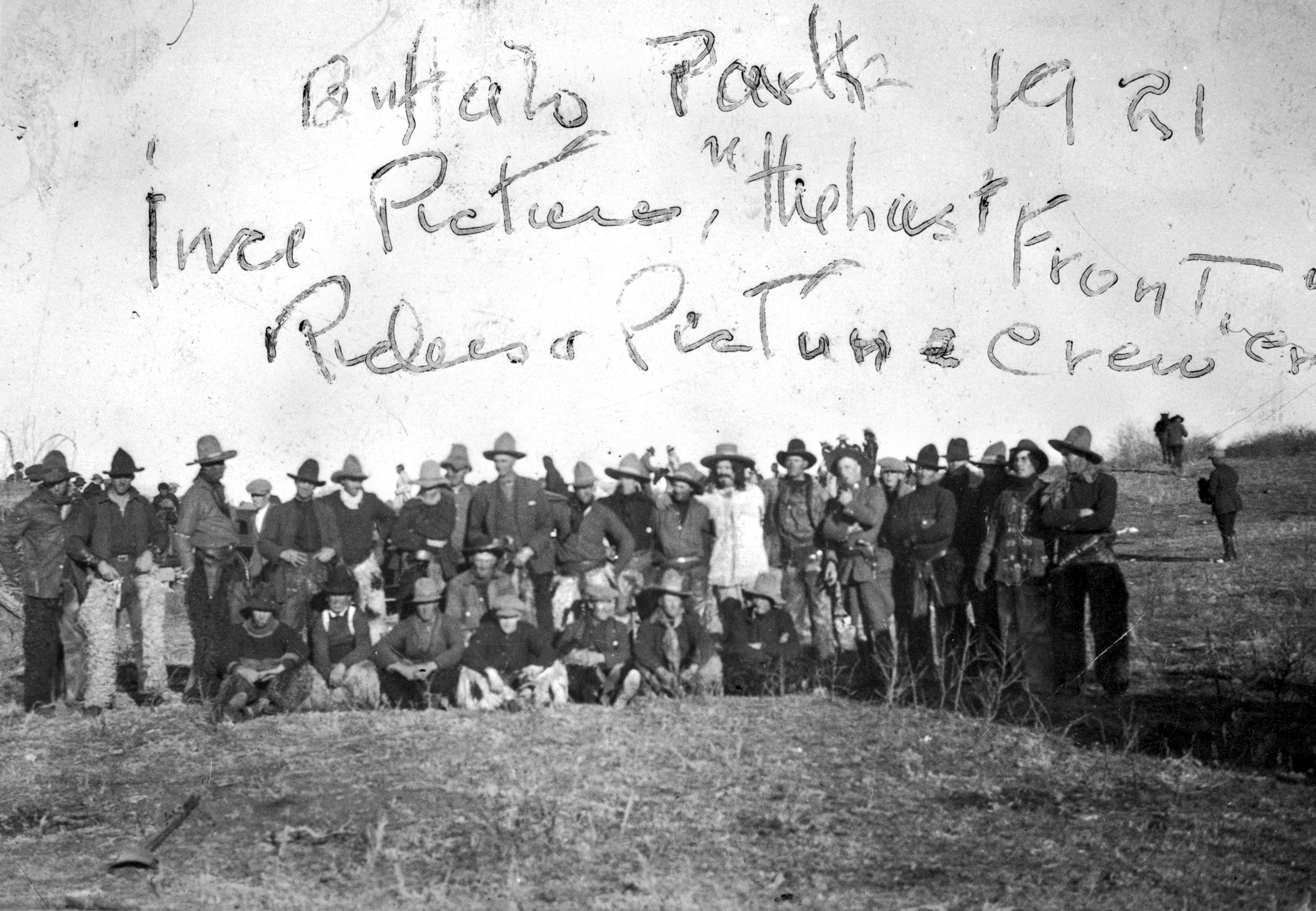
L'équipe du film.

- Scénario : Will M. Ritchey d'après The Last Frontier de Courtney Ryley Cooper
- Photographie : Charles Edgar Schoenbaum
- Production : Metropolitan Pictures
- Distributeur : 	Producers Distributing Corporation
- Durée : 8 bobines
- Date de sortie :
  - États-Unis : 16 août 1926

## Distribution
- William Boyd : Tom Kirby
- Marguerite De La Motte : Beth
- Jack Hoxie : Buffalo Bill Cody

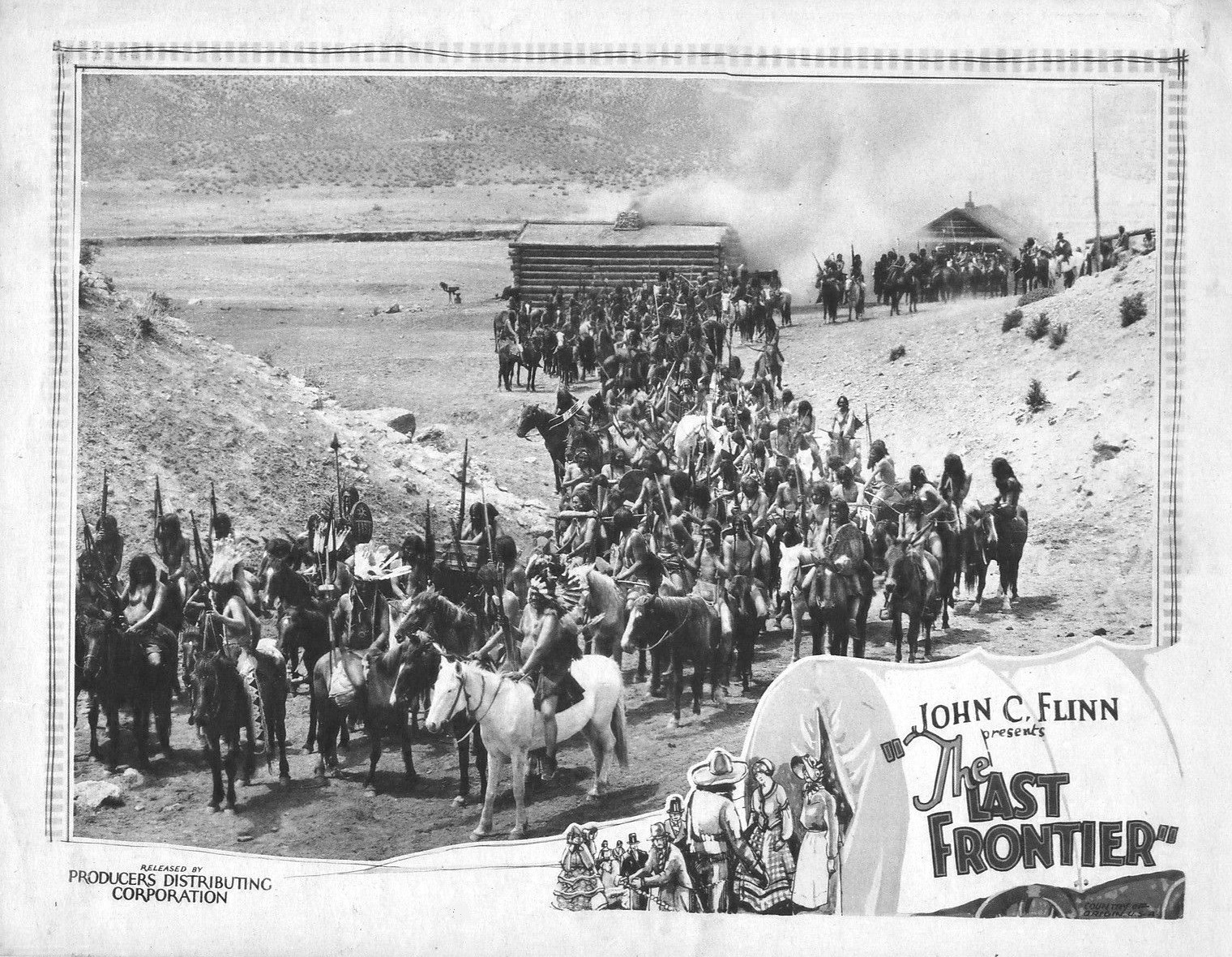
Carte promotionnelle du film.

- J. Farrell MacDonald : Wild Bill Hickok
- Frank Coghlan Jr. : Buddy
- Mitchell Lewis : Lige
- Gladys Brockwell : Cynthia Jaggers
- Frank Lackteen : Pawnee Killer
- Nipo T. Strongheart : le chef indien (non crédité)

## Tournage
Le film a été tourné en partie au National Buffalo Park près de WainWright en Alberta.